# خرخاشة جليدية
خرخاشة جليدية (الاسم العلمي: Rhinanthus glacialis) هي نوع من النباتات يتبع جنس الخرخاشة من الفصيلة الهالوكية.